# Austroperlidae
Famille
Les Austroperlidae sont une famille d'insectes plécoptères. On connaît une quinzaine d'espèces classées dans dix genres.

## Distribution
Les espèces de cette famille se rencontrent dans le sud de l'Amérique du Sud et en Océanie.

## Liste des genres
Selon Plecoptera Species File :
- Acruroperla Illies, 1969
- Andesobius McLellan, 2001
- Austroheptura Illies, 1969
- Austropentura Illies, 1969
- Austroperla Needham, 1905
- Crypturoperla Illies, 1969
- Klapopteryx Navás, 1928
- Penturoperla Illies, 1960
- Pseudoheptura Riek, 1973
- Tasmanoperla Tillyard, 1921

## Publication originale
- Tillyard, R. J. 1921 : A New Classification of the Order Perlaria. Canadian Entomologist, vol. 53, p. 35-43 (texte intégral)